# Lloyd Mondory
Lloyd Mondory (nascido em 26 de abril de 1982, em Cognac) é um ciclista profissional francês. Atualmente, compete para a equipe Ag2r-La Mondiale.